# Marian Wróblewski
Marian Wróblewski (ur. 8 grudnia 1933 w Tomaszowie Lubelskim, zm. 28 grudnia 2016 w Busku-Zdroju) – generał brygady Wojska Polskiego.

## Życiorys
Podczas okupacji niemieckiej uczył się na tajnych kompletach. Absolwent szkoły średniej w Lubartowie, członek ZHP. W latach 1951–1953 elew Centrum Wyszkolenia Kwatermistrzowskiego w Poznaniu, które ukończył z I lokatą i we wrześniu 1953 został promowany na podporucznika Marynarki Wojennej w korpusie oficerów kwatermistrzostwa. Po promocji został szefem służby żywnościowej Dywizjonu Okrętów Podwodnych w Gdyni. Od 1955 był kierownikiem sekcji żywnościowej Bazy Brzegowej 1 Brygady Okrętów Podwodnych w Gdyni-Oksywiu, a od 1958 komendy Portu Wojennego w Gdyni. W 1960 uczestniczył w rejsie na okręcie hydrograficznym ORP Bałtyk na Spitsbergen. W latach 1961–1964 studiował na Fakultecie Morskim Wojskowej Akademii Tyłów i Transportu ZSRR w Leningradzie. Studia te ukończył z wyróżnieniem. Po powrocie do kraju został starszym pomocnikiem szefa wydziału służby żywnościowej Kwatermistrzostwa Marynarki Wojennej. W 1968 ukończył z wynikiem bardzo dobrym Wydział Morski Wyższej Szkoły Ekonomicznej w Sopocie i został magistrem ekonomii. Do 1968 służył w Marynarce Wojennej, a następnie przeszedł do  Głównego Kwatermistrzostwa WP, gdzie służył w latach 1968-1978, początkowo jako starszy pomocnik szefa wydziału, a od 1975 szef oddziału systemów kierowania. W latach 1978–1980 starszy oficer Zarządu III w Sztabie Zjednoczonych Sił Zbrojnych Państw-Stron Układu Warszawskiego w Moskwie. Po powrocie do kraju został kwatermistrzem i zastępcą dowódcy Warszawskiego Okręgu Wojskowego ds. kwatermistrzowskich. 27 września 1984 na mocy uchwały Rady Państwa PRL otrzymał nominację na stopień generała brygady; nominację wręczył mu 10 października 1984 w Belwederze przewodniczący Rady Państwa PRL prof. Henryk Jabłoński. 
Inicjator i współtwórca przedsięwzięć rewaloryzacji zabytków w Warszawie i Warszawskim Okręgu Wojskowym. Był głównym organizatorem wystawy "Ochrona zabytków w działalności Warszawskiego Okręgu Wojskowego", otwartej w styczniu 1989 na Zamku Królewskim w Warszawie. Był także członkiem Zarządu CWKS Legia Warszawa i prezesem sekcji zapasów klasycznych w tym klubie.
Od października 1993 pozostawał w dyspozycji MON. W styczniu 1994 został pożegnany przez szefa Sztabu Generalnego WP gen. broni Tadeusza Wileckiego i przeniesiony w stan spoczynku z dniem 7 stycznia 1994. Był jednym ze współzałożycieli Klubu Generałów WP w 1996.
Zmarł 28 grudnia 2016 w Busku-Zdroju, rodzinnej miejscowości żony, gdzie osiedlił się w 1996. Został pochowany na Cmentarzu parafialnym w Busku-Zdroju 2 stycznia 2017.

## Awanse
W trakcie wieloletniej służby w ludowym Wojsku Polskim otrzymywał awanse na kolejne stopnie wojskowe:
- podporucznik – 1953
- porucznik marynarki – 1955
- kapitan marynarki – 1960
- komandor podporucznik – 1966
- podpułkownik – 1970
- pułkownik – 1975
- generał brygady – 1984

## Życie prywatne
Był synem Czesława, zawiadowcy stacji kolejowej i Marii z Paszkiewiczów, nauczycielki. W stanie spoczynku mieszkał w Busku-Zdroju. Żonaty z Barbarą. Małżeństwo miało dwie córki.

## Odznaczenia i wyróżnienia
- Krzyż Komandorski Orderu Odrodzenia Polski (1991)
- Krzyż Oficerski Orderu Odrodzenia Polski (1984)
- Krzyż Kawalerski Orderu Odrodzenia Polski (1977)
- Złoty Krzyż Zasługi (1972)
- Krzyż Batalionów Chłopskich (1992)
- Złoty Medal „Siły Zbrojne w Służbie Ojczyzny” (1973)
- Srebrny Medal „Siły Zbrojne w Służbie Ojczyzny”
- Złoty Medal „Za zasługi dla obronności kraju” (1981)
- Złoty Medal „Za Zasługi dla Pożarnictwa” (1981)
- Krzyż „Za Zasługi dla ZHP” (1982)
- Medal Za zasługi dla Marynarki Wojennej PRL (1984)
- Medal Za zasługi dla ochrony przyrody i kształtowania środowiska (1986)
- Złota Odznaka honorowa „Za Zasługi dla Ochrony Środowiska i Gospodarki Wodnej” (1987)
- Nagroda I stopnia za wybitne osiągnięcia w dziedzinie ochrony środowiska, gospodarki wodnej i geodezji (1987)
- Tytuł i odznaka „Zasłużony Działacz Kultury” (1986)
- Złota odznaka honorowa CWKS "Legia Warszawa" (1988)
- Złota Gwiazda Polskiego Związku Zapaśniczego (dwukrotnie: 1993 i 1999)